# Lashana Lynch
Lashana Rasheda Lynch (Londres, 27 de noviembre de 1987) es una actriz británica. Es conocida por interpretar el papel de Rosaline Capulet en la serie de ABC Studios, Still Star-Crossed (2017) y a Maria Rambeau en Capitana Marvel (2019).

## Primeros años
Lynch es de ascendencia jamaicana. Nació en Hammersmith, Londres. Y asistió a la escuela de teatro ArtsEd en Londres.

## Carrera
Lynch hizo su debut en la película dramática de 2012 Fast Girls. En televisión, ha aparecido en Crimen en el Paraíso y Silent Witness. Fue miembro de reparto regular en el corto-comedia de BBC Crims en 2015.
En 2016, Lynch encarnó a la personaje principal Rosaline Capulet en la serie de obra de periodo estadounidense Still Star-Crossed, producida por Shonda Rhimes.
En 2019,  interpretó a la piloto de caza Maria Rambeau en Capitana Marvel . Fue seleccionada para el papel de Nomi en Sin tiempo para morir, estrenada en septiembre de 2021.
En 2022 formó parte del elenco de la película Doctor Strange en el multiverso de la locura, interpretando nuevamente a Maria Rambeau, pero esta vez como una variante de la Capitana Marvel en el universo-838.
En 2023 vuelve a participar en la película The Marvels, recordando a su personaje de Maria Rambeau en los recuerdos de Monica Rambeau y al final de la película como una variante de Capitana Marvel en una versión conocida como Binary en el universo de los X-MEN.

## Filmografía

### Películas
| Año  | Título                                       | Papel                           | Notas |
| ---- | -------------------------------------------- | ------------------------------- | ----- |
| 2012 | Fast Girls                                   | Belle Newman                    |       |
| 2013 | Powder Room                                  | Laura                           |       |
| 2016 | Brotherhood                                  | Ashanti                         |       |
| 2019 | Capitana Marvel                              | Maria Rambeau                   |       |
| 2020 | Max Cloud                                    | Shee                            |       |
| 2021 | Sin tiempo para morir                        | Nomi                            |       |
| 2022 | Doctor Strange en el multiverso de la locura | Maria Rambeau / Capitana Marvel |       |
| 2022 | La mujer rey                                 | Izogie                          |       |
| 2022 | Matilda, de Roald Dahl: El musical           | Miss Honey                      |       |
| 2023 | The Marvels                                  | Maria Rambeau / Binary          |       |
| 2024 | Bob Marley: One Love                         | Rita Marley                     |       |

### Televisión
| Año           | Título                | Papel            | Notas                                                   |
| ------------- | --------------------- | ---------------- | ------------------------------------------------------- |
| 2007          | The Bill              | Precious Miller  | Episodio: "Hombre Abajo"                                |
| 2013          | Silent Witness        | Shona Benson     | Episodios: "Confianza: Parte 1", "Confianza: Parte 2"   |
| 2014          | Atlantis              | Areto            | Episodio: "Telemon"                                     |
| 2014          | El 7.39               | Kerry Wright     | Película televisiva                                     |
| 2015          | Crimen en el Paraíso  | Jasmine Laymon   | Episodio 4.6                                            |
| 2015          | Crims                 | Gemma            |                                                         |
| 2016          | Doctors               | Leah Gattis      | Episodios: "Nighthawks: Parte 1", "Nighthawks: Parte 2" |
| 2017          | Still Star-Crossed    | Rosaline Capulet |                                                         |
| 2018–presente | Bulletproof           | Arjana Pica      | 6 episodios                                             |
| 2020          | Y                     | Agente 355       |                                                         |
| 2024          | The Day of the Jackal | Bianca           | 10 episodios                                            |